# Open Mike with Mike Bullard
Open Mike with Mike Bullard was een Canadese Engelstalige talkshow. Het programma werd van 1997 tot 2004 uitgezonden op CTV Television Network. De presentatie lag in handen van komiek Mike Bullard. Hij was daarmee de eerste late night-talkshowpresentator van Canada. De talkshow legde de fundering voor latere Canadese talkshows waaronder George Stroumboulopoulos Tonight.